# 1989-es Dakar-rali
Az 1989-es Dakar-rali 1988. december 25-én rajtolt Párizsban és 1989. január 12-én ért véget Dakarban.  A 11. alkalommal megrendezett versenyen 155 motoros és 241 autós egység indult.

## Útvonal
A versenyzők 10.831 km megtétele után, Franciaország, Spanyolország, Tunézia, Líbia, Niger, Mali és  Guinea éríntésével jutottak el a Szenegál fővárosába  Dakarba.
| Szakasz | Dátum        | Honnan      | Hova        | Össztáv (km) |
| ------- | ------------ | ----------- | ----------- | ------------ |
| 1       | december 25. | Párizs      | Barcelona   | 1120         |
| 2       | december 26. | Barcelona   | Barcelona   |              |
| 3       | december 27. | Tunisz      | Tozeur      | 647          |
| 4       | december 28. | Tozeur      | Gadamés     | 724          |
| 5       | december 29. | Gadamés     | Sabha       | 819          |
| 6       | december 30. | Sabha       | Tummu       | 620          |
| 7       | december 31. | Tummu       | Dirkou      | 577          |
| 8       | január 1.    | Dirkou      | Termit      | 582          |
| 9       | január 2.    | Termit      | Agadez      | 535          |
|         | január 3.    | Pihenőnap   |             |              |
| 10      | január 4.    | Agadez      | Tahoua      | 541          |
| 11      | január 5.    | Tahoua      | Niamey      | 427          |
| 12      | január 6.    | Niamey      | Gao         | 641          |
| 13      | január 7.    | Gao         | Timbuktu    | 611          |
| 14      | január 8.    | Timbuktu    | Bamako      | 881          |
| 15      | január 9.    | Bamako      | Labé        | 852          |
| 16      | január 10.   | Labé        | Tambacounda | 448          |
| 17      | január 11.   | Tambacounda | Saint-Louis | 512          |
| 18      | január 12.   | Saint-Louis | Dakar       | 257          |

## Végeredmény
A versenyt összesen 60 motoros és 100 autós fejezte be.

### Motor
|    | Versenyző    | Motor  |
| -- | ------------ | ------ |
| 1. | Gilles Lalay | Honda  |
| 2. | Franco Picco | Yamaha |
| 3. | Morales      | Honda  |

### Autó
|    | Versenyző      | Motor      |
| -- | -------------- | ---------- |
| 1. | Ari Vatanen    | Peugeot    |
| 2. | Jacky Ickx     | Peugeot    |
| 3. | Patrick Tambay | Mitsubishi |